# Wuchereria bancrofti
Wuchereria bancrofti es un parásito nemátodo, causante de la parasitosis humana llamada filariasis linfática y transmitida por varias especies de mosquitos. Su nombre fue dado por razón de los científicos Otto Wucherer y Joseph Bancroft, afecta a más de 120 millones de personas, principalmente en África, Suramérica y otros países tropicales y subtropicales. De no tratarse la infección, puede resultar en una enfermedad denominada elefantiasis. Las modalidades de tratamiento son limitadas y no se han desarrollado vacunas preventivas.

## Ciclo de vida
W. bancrofti completan su ciclo de vida en dos hospedadores: los seres humanos sirven como el hospedador definitivo y los mosquitos son los hospedadores intermediarios. Los parásitos adultos residen en el sistema linfático y son ovovivíparos, es decir, sus crías se desarrollan en el vientre de la hembra.

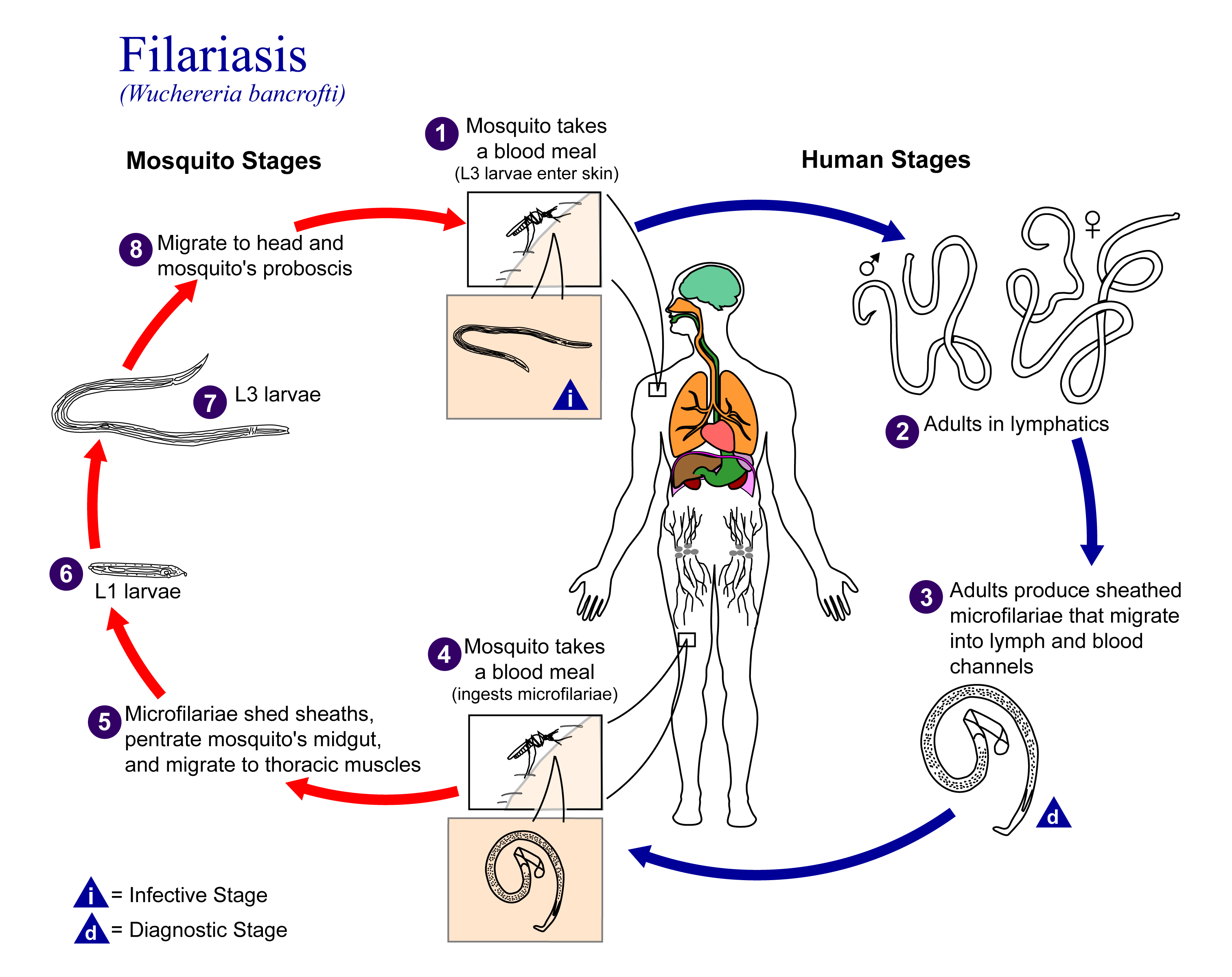
Ciclo biológico de la Wuchereria bancrofti

### Microfilaria
El primer estado del parásito se denomina microfilaria y están presentes en el sistema circulatorio. Las microfilarias continuamente migran de la circulación profunda hasta la circulación periférica. Durante el día están presentes en las venas profundas y durante la noche migran a la circulación periférica, desde donde el gusano es transferido al vector. Los vectores artrópodos más comunes son los mosquitos de las especies Culex, Anopheles, Aedes, y Mansonia. Dentro de su segundo hospedador, la microfilaria madura a la larva motil.

### Larva
Cuando el mosquito infestado se alimenta, deposita en la sangre del hospedador humano, la forma larval del gusano. La larva migra hacia los ganglios linfáticos, predominantemente a nivel de las piernas (la ingle) y el área genital, lugar donde se desarrolla en la forma adulta del parásito en el curso de aproximadamente un año. Para entonces, las hembras adultas pueden producir nuevas microfilarias.

## Características
W. bancrofti demuestra una considerable diferencia de tamaño entre el macho y la hembra, o sea, dimorfismo sexual. El gusano macho adulto es largo y delgado (de allí su nombre, filaria), con una cola curveada, entre 4-5 centímetros de largo, y una décima de centímetro en diámetro. En contraste, la hembra mide de 6-10 cm y es hasta tres veces más gruesa que el macho. La desviación del tamaño puede ser atribuida al vasto número de microfilarias producidas a diario por la hembra.

## Patología

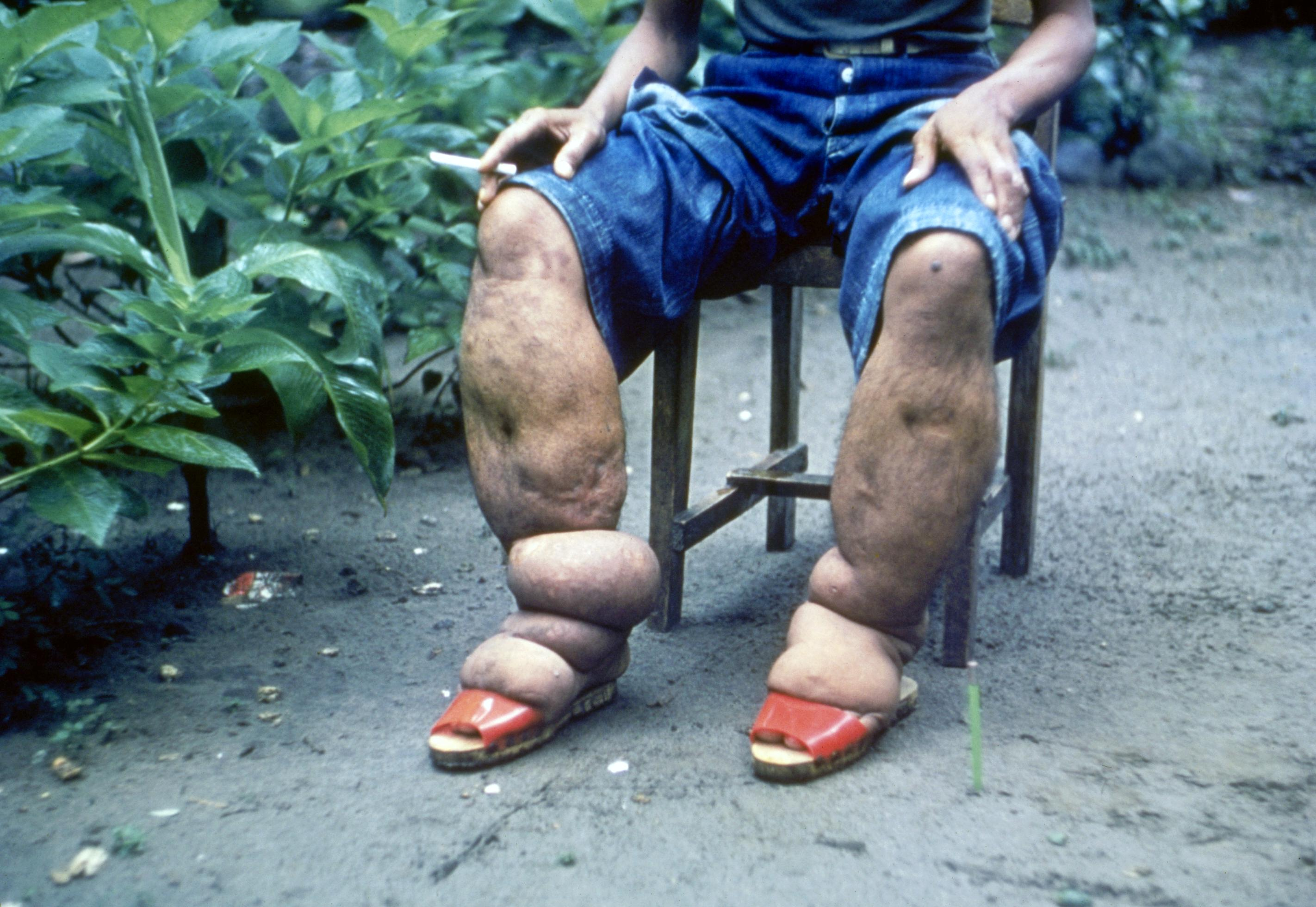
Paciente filipino con elefantiasis en las piernas debido a filariasis.

La aparición de los síntomas es lenta, pero los efectos de una parasitosis pueden permanecer aparentes por años. Durante la fase inicial inflamatoria, un hospedador puede exhibir hinchazón, lesiones granuladas y circulación defectuosa. Luego, los ganglios se agrandan y dilatan, endureciéndose y tamponándose con tejido fibroso, que previene el sistema linfático opere correctamente. Las microfilaria causan también hinchazón, engrosamiento y descoloración de la piel. Sin un drenaje apropiado de fluidos, los tejidos afectados se expanden y la elefantiasis, con su característica expansión corporal, se instala, seguida a veces por la muerte.

## Tratamiento y prevención
Los síntomas más severos pueden ser evitadas con el uso de drogas terapéuticas. Tanto la dietilcarbamazina y la ivermectina son usados para eliminar los gusanos y las microfilarias. La dietilcarbamazina es la más común y se administra por vía oral. La protección es similar a aquellas enfermedades transmitidas por otros mosquitos: el uso de barreras físicas como las mallas y químicas, como los repelentes de insectos.

## Trivial
- Joseph Merrick, "The Elephant Man", no estaba afligido por un parásito, sino por el Síndrome de Proteus.